# Thomas Jacobsen (Segler)
Thomas Jacobsen (* 13. September 1972) ist ein ehemaliger dänischer Segler.

## Erfolge
Thomas Jacobsen war bei den Olympischen Spielen 2000 in Sydney in der Bootsklasse Soling neben Henrik Blakskjær Crewmitglied des dänischen Bootes von Skipper Jesper Bank. Nach sechs Wettfahrten im Fleet Race qualifizierten sie sich mit 45 Punkten als Zwölfte für die Zwischenrunde, die im Match Race ausgetragen wurde. Sie gewannen ihre Gruppe mit vier zu eins Siegen und erzielten dasselbe Resultat im Viertelfinale, das ebenfalls in einer Gruppe ausgetragen wurde. Es folgte ein 3:1-Sieg gegen Norwegen im Halbfinale, woraufhin es zum Finalduell gegen das von Jochen Schümann angeführte deutsche Boot kam. Mit vier zu drei setzten sich die Dänen durch und wurden damit Olympiasieger.
Bei Weltmeisterschaften gewann Jacobsen 1994 in Helsinki mit Jesper Bank die Silbermedaille. Er segelte zudem für das United Internet Team Germany beim 32. America’s Cup.